# 이슬기 (모델)
이슬기(1988년 4월 13일 ~ )는 2009년 미스코리아 미(美)이자 모델이다. 모델 활동명은 Jooa이다.

## 학력
- 초당초등학교
- 동명중학교
- 강릉여자고등학교
- 동덕여자대학교 모델학과

## 수상
2009년 미스코리아 미(美), 2009년 미스코리아 강원 진, 2004년 SM 청소년 베스트 선발대회 모델짱 1위

## 경력

### 방송
한국: JTBC 미스코리아 비밀의 화원(2013),강원 SBS G1 강원도 시골밥상(2012), 스타 골든벨 (2009), 여유만만 (2009), 아이엠어모델 4뷰티편
(2008), 포드모델 선발대회 (2007),
인도네시아 : Trans7 OVJ

### 광고
한국 : KT 네트워크로 하나되는 나라(2004), Anycall 핸드폰 (2007) 빼빼로(2008),하이트 S맥주(2009.2010), LIRIKOS 화장품 (2010), (2010), 미스터피자(2011), 동아제약 템포(2012), 카스 맥주 (2012),랜드로바(2012), MIKOWHITE 화장품 (2012), CGV삼성 갤럭시 카메라 (2012),JOYCOS 화장품(2013)
싱가포르 : Express뷰티

### 패션쇼
한국 : 서울컬렉션,SFAA,(2007~2012 박항치, 양희득, 홍은주, 정훈종, 안윤정, 조주연, 박동순,박혜인, 박수우
등등 ),CHANEL,CK, Louis Quatorze 등등
싱가포르 : Raffles design show, Elie Saab-La Parfume, Graceful Image
뉴욕 : 코리안퍼레이드(with블룸버그), Hanji Fashion show

### 매거진
한국 : Vougue girl, Cosmopolitan, Men's health, CASA magazine, wedding 21
싱가포르 : MYCS
대만 : Cue cover, 大美人，
인도네시아 : ELLE

### 그 외
Leshop 월드캠페인,청소년 페스티벌 MC, 낭만가도 홍보대사(2009), 뉴욕 한식 홍보대사(2009), 다문화가정홍보대사(2010), 미스코리아 2010.2011,2012 심사위원, 강원도민체전 성화봉송(2010), THE SEOUL FASHION REPORT 표지모델

## 신체 사이즈
- 가슴: 34인치
- 허리: 25인치
- 엉덩이: 36인치